# 1023
Het jaar 1023 is het 23e jaar in de 11e eeuw volgens de christelijke jaartelling.

## Gebeurtenissen
- 26 juli - De nieuwe Dom van Utrecht, de zogenaamde Dom van Adelbold, wordt ingewijd.
- juli - Een keizerlijke rijksbijeenkomst in Aken oordeelt dat de in 1000 gestichte abdij van Burtscheid onder de jurisdictie valt van het bisdom Luik. De getuigenis van bisschop Gerard I van Kamerijk geeft de doorslag.

zonder datum
- Moehammad ibn Ismaïl sticht de dynastie der Abbadiden rond Sevilla.
- Muhammad III volgt Abd-ar-Rahman V op als kalief van Córdoba.
- Iago ab Idwal volgt Llywelyn ap Seisyll op als koning van Gwynedd.
- Aartsbisschop Ebles van Reims krijgt ook de wereldlijke macht over het graafschap Reims.
- In Jeruzalem wordt het hospitaal voor christelijke pelgrims herbouwd.
- Gozelo I volgt zijn broer Godfried op als hertog van Neder-Lotharingen.
- Jan van Arkel sticht Schoonrewoerd.

## Geboren
- Lý Thánh Tông, keizer van Vietnam (1054-1072)
- Willem VII, hertog van Aquitanië (1039-1059)
- Harold Godwinson, koning van Engeland (1066) (jaartal bij benadering)

## Overleden
- 28 mei - Wulfstan II, aartsbisschop van York
- 5 december - Hartwig, aartsbisschop van Salzburg
- Bodo van Nevers, graaf van Vendôme
- Godfried de Kinderloze, hertog van Neder-Lotharingen (1012-1023)
- Hugo I, burggraaf van Châteaudun
- Llywelyn ap Seisyll, koning van Gwynedd
- Gerold I, graaf van Genève (jaartal bij benadering)